# Kingdom
Kingdom är en brittisk tv-serie från 2007–2009 i 18 avsnitt fördelade på tre säsonger. Serien skapades av Simon Wheeler och Alan Whiting för ITV. Stephen Fry spelar advokaten Peter Kingdom i den fiktiva småstaden Market Shipborough i Norfolk, som måste handskas med familj, kolleger och den färgstarka lokalbefolkningen som kommer till honom för juridisk rådgivning. 
I Sverige har serien visats på Kanal 9 och av streamingtjänsten Acorn TV.

## Rollista i urval
- Stephen Fry – Peter Kingdom
- Hermione Norris – Beatrice Kingdom
- Celia Imrie – Gloria Millington
- Karl Davies – Lyle Anderson
- Phyllida Law – faster Auriel
- Tony Slattery – Sidney Snell
- John Thomson – Nigel Pearson
- Dominic Mafham – Simon Kingdom
- Gerard Horan – D.C. Yelland
- Kelly Campbell – Honor O'Sullivan

## Om serien
Scenerna från Market Shipboroughs stadskärna är filmade i Swaffham, hamnscenerna i Wells-next-the-Sea och stranden återfinns i Holkham.